# Jodo
El jodo és una art marcial procedent del Japó que estudia la utilització del jo (bastó d'1,28 metres).

## Història
La tradició ens diu que l'escola més antiga, Shindo Musso Ryu Jojutsu, fou fundada per Muso Gonnosuke al segle xvii. Aquest, després d'un enfrontament amb en Miyamoto Mushashi en què va ser derrotat, es retirà a la muntanya a meditar, i va tenir una visió en què l'única forma de derrotar el creador de l'escola dels dos sabres era amb un bastó d'1,28 metres. Efectivament, segons la tradició, en el segon enfrontament Musso Gonnosuke va derrotar en Miyamoto Mushashi, perdonant-li la vida, tal com aquest havia fet amb ell a l'anterior combat.

## Escoles
- Sete Jo, lligada a la ZNKR (Zen Nihon Kendo Renmei / Federació japonesa de Kendo), i que utilitza un sistema de graus i exàmens (kiu/dan)similars al kendo, aikido, i altres arts marcials japoneses.
- Shindo Musso Ryu Jojutsu, que no té cap mena d'estructura associativa, mantenint els lligams Mestre-alumne tal com es feia antigament. Conserva el sistema de graus tradicional
- Suiô Ryu Iaikenpô

## Mestres

### Sokes
- Muso Gonnosuke
- Uchida Ryogoro (1837 - 1921)
- Shiraishi Hanjiro Shigeaki (1842 - 1927), 24è Soke
- Takaji Shimizu (1876-1978), 25è Soke
- Otofuji 26è Soke

### Mestres japonesos actuals
- Nishioka Tsuneo
- Siguehiro Matsumura

### Professors occidentals
- Jean Pierre Reniez, 7è Dan, Kyoshi
- Gérard Blaize, 7è Dan, Renshi
- Robert Rodriguez, 6è Dan, Renshi
- Daniel Chabaud, 6è Dan